# Allodapula empeyi
Allodapula empeyi är en biart som beskrevs av Michener 1975. Allodapula empeyi ingår i släktet Allodapula och familjen långtungebin. Inga underarter finns listade i Catalogue of Life.